# ピアノ協奏曲第2番 (バルトーク)
バルトーク・ベーラのピアノ協奏曲第2番 Sz.95、BB101は、1930年8月 - 1931年9月に作曲されたピアノ協奏曲。ピアノの打楽器的使用、短い断片的な旋律、重厚なピアノの和音塊などが特徴である。また、ピアノの演奏が特に困難を極め、数あるピアノ協奏曲の中でも最高難度に位置する作品である。

## 作曲の背景
ピアニストであるバルトークは自身のレパートリー拡充も目指して、前作のピアノ協奏曲第1番を作曲したが、この第2番については自身で次のように述べている。
「私が作曲したピアノ協奏曲第1番は、自分でも良くできた作品だと思うが、構成面でオーケストラにとっても、そして聴衆にとっても難しいところがあった。そこで、それと平衡をとるようなオーケストラの演奏がそれほど困難でなく、聴衆にとってもっと快い作品としてこの第2番を作曲した。」

## 初演
1933年1月23日、フランクフルトにてバルトーク自身のピアノ、ハンス・ロスバウトの指揮により初演された。
また、日本での初演は1959年4月20日、NHK交響楽団第40回定期公演にて、アンドール・フォルデスのピアノ、ヴィルヘルム・シュヒターの指揮により行われている。

## バルトーク自身による録音
バルトークは本作品の全3楽章から5つの抜粋録音を残している。しかし、この録音の存在はあまり知られていない。
録音は1938年、3月22日にブダペストのヴィガードでバルトーク自身のピアノ、エルネスト・アンセルメによる指揮で行われた。録音状態は悪いが、バルトーク自身の解釈を知ることができる貴重な録音である。
Hungaroton Classicからリリースされたアルバム「Bartók Recordings From Private Collections」に収録されている。

## 楽器編成
独奏ピアノ、ピッコロ（フルート持ち替え）、フルート2、オーボエ2、クラリネット（B♭管/A管　2番奏者はB♭管のバスクラリネット持ち替え）2、ファゴット2、コントラファゴット（ファゴット持ち替え）、ホルン4、トランペット3、トロンボーン3、チューバ、ティンパニ、小太鼓、トライアングル、大太鼓、シンバル、タムタム、弦五部

## 演奏時間
アラルガンドあるいはアッチェレランドはここでは勘案されていない。
- 自筆譜 26:48（9:11、10:32、7:05）
- 出版譜 23:55（8:47、9:50、5:18）
- 作曲者自演 25:20（9:07、10:40、5:33）

## 構成

### 第1楽章
アレグロ　ト調　4分の3拍子、ソナタ形式。第1番にはなかったカデンツァが挿入されているが、一般的な協奏ソナタ形式ではない。この楽章の管弦楽法で特徴的なのが、弦楽器が全く使われていないことである。そのため管楽器のけたたましいくらいの華やかな音色を用いたオーケストレーションとピアノの音色の対比が際立つ。またピアノには打楽器的な要素も多いが、軽やかに疾走する部分も失われていない。

### 第2楽章
アダージョ　ハ調、三部形式。両端部にはコラール的な楽想が使われているが、この楽章は弦楽器が中心で金管楽器が使われない。またスケルツォ的な中間部（プレスト、4分の2拍子）の一部パートでは、左右10本の指では押さえ切れない和音があり、トーンクラスターのように両手の掌を使う必要がある。コラールが再帰する際には、やや変奏されている。

### 第3楽章
アレグロ・モルト　4分の2拍子、ロンド形式。この楽章のみ、全楽器で演奏される。原始的な舞踊を感じさせる主要主題と、様々な主題が交錯するバルトーク独特のロンド。またバルトークが好んだ「アーチ方式」が取り入れられており、出てくる主題は第1楽章の楽想に基づくものが多く、ある意味変奏曲としての要素を持っている。

## ピアノの音域の問題
この作品の独奏ピアノは、ベーゼンドルファーのインペリアルのために書かれており、一般のピアノでは演奏不能な低音域が出てくる。具体的には第1楽章295小節に、一般的なピアノの最低音イ音（A2）より低いヘ音（F2）とト音（G2）、305小節に同じくト音（G2）。第2楽章44、46、48、49小節に嬰ト音（Gis2）。第3楽章325小節にト音（G2）。インペリアルを使わない時は、一般的にオクターブ高く演奏されるか、単に省略される。バルトークでこのインペリアルの音域を想定して作られた作品は他に、ピアノ協奏曲第3番、ピアノ・ソナタなどがある。

## ディスコグラフィー
- Bartók / エディト・ファルナディ, Vienna State Opera Orchestra, Conducted By ヘルマン・シェルヘン – Piano Concertos Nos. 2 And 3 Westminster – XWN-18277。
- Bartók / ゲザ・アンダ, フェレンツ・フリッチャイ指揮, Orchestre Radio-Symphonique De Berlin – Concertos N°2 Et N°3 Pour Piano Et Orchestre。
- Bartók /  フィリップ・アントルモン And Bernstein Play Bartók (Piano Concerto No. 2 / Piano Concerto No. 3)。
- Bartók - Stravinsky / シュテファン・ビショップ Piano, Colin Davis, BBC Symphony Orchestra – Piano Concerto No. 2 - Concerto For Piano And Wind。
- Bartók / イェフィム・ブロンフマン & Los Angeles Philharmonic Orchestra Conducted By Esa-Pekka Salonen – Béla Bartók, The Three Piano Concertos。
- Bartók / シャーンドル・ジェルジ – Gyorgy Sandor Plays Bartok VoxBox – CDX2 5506。
- Bartók, Prokofiev /スヴャトスラフ・リヒテル, Orchestre De Paris & London Symphony Orchestra, Lorin Maazel - Bartók, Prokofiev – Concerto N 2 / Concerto N 5。
- Bartók / The Piano Concertos & The Violin Concertos ,ゲオルク・ショルティ指揮、ウラディミール・アシュケナージピアノ。
- Bartók, Prokofiev / ラン・ラン, Simon Rattle, Berliner Philharmoniker、Prokofiev Conc.3 Bartók Conc.2。
- Bartók / Piano Concertos, マウリツィオ・ポリーニピアノ、クラウディオ・アバド指揮、シカゴ交響楽団。
- Bartók / Piano Concertos 1-3, ピエール・ブーレーズ指揮、レイフ・オヴェ・アンスネス＆BPO。ASIN: B0006OS5YS
- Bartók, Rachmaninov / Piano Concerto 2 and Piano Concerto 3, ツィモン・バルトピアノ。
- Bartók / The Piano Concertos,ゾルタン・コチシュピアノ, イヴァン・フィッシャー指揮。
- Bartók / ピアノ協奏曲第1番、第2番、第3番, ジャン＝エフラム・バヴゼ、ノセダ＆BBCフィル
- Bartók / Piano Concertos Nos. 1-3 , アンドラーシュ・シフ, イヴァン・フィッシャー指揮。
- Bartók / Piano Concertos Nos. 1-3& Violin Concerto 2, Concerto for orchestra; Stephen Kovacevichピアノ。
- Bartók / Piano Concertos 1-2-3, ピーター・ドノホーピアノ。
- Bartók / Piano Concertos 1-2-3, ヤンドー・イェネーピアノ。
- Bartók / Piano Concertos Nos. 1-3 , Violin Concertos Nos. 1 & 2 , Two Portraits; パスカル・ロジェピアノ。
- Bartók / The Three Piano Concertos , アントン・ディコフピアノ。ASIN: B0012V191A, Label AVM。
- Bartók / PIANO CONCERTO NO. 1 - PIANO CONCERTO NO. 2 , Tibor Wehner ピアノ。Westminster WST 17003 USA。
- Bartók&Rodrigo / Piano Concerto No. 2 & Concierto De Aranjuez ディノ・チアーニピアノ。Label: Emozioni ASIN: B0000046AF。
- Bartók / CONCERTO NO. 2 FOR PIANO & ORHCESTRA , Piano Sonata、フォルデシュ・アンドールピアノ。VOX RECORDS / POLYDOR SERIES ,PLP 6620 。
- Bartók / Concerto No 2 for Piano and Orchestra, Rhapsody for Piano and Orch op 1 フォルデシュ・アンドールピアノ Label: Jecklin ASIN: B000009IOX。
- Bartók / クロード・エルフェ, エルネスト・ブール指揮, Ernest Bour Dirige Béla Bartók[2]。

## 放送録音
- イディル・ビレット
- ジョン・オグドン
- ユジャ・ワン
- アンナ・ビニツカヤ (バルトークのすべてのピアノ協奏曲を一晩で演奏[3])
- スヴャトスラフ・リヒテル (エフゲニー・スヴェトラーノフとの1967年ライブ録音）
- アルベルト・フェッロ (ブゾーニ国際ピアノコンクールで第二位を受賞した時の録音、Raiから放送済)
- アルベルト・ノゼ (Maj Lind国際ピアノコンクールで第一位を受賞した時の録音、放送済)
- ボリス・ベレゾフスキー (フランソワ・グザヴィエ＝ロトとの2013年の共演)
- ジェレミー・デンク
- タマラ・サニキゼ (Tamara Sanikidze)
- シフラ・ジェルジュ

## 課題曲
公式課題曲として採用したコンクールは1970年代のラ・ロシェル国際ピアノコンクールと1990年代のウンベルト・ミケーリ国際ピアノコンクールが挙げられる。浜松国際ピアノコンクールの長い歴史の中で初めて第10回で採用されたが、本選で弾いたピアニストはいなかった。